# Willem Ignatius Kerricx

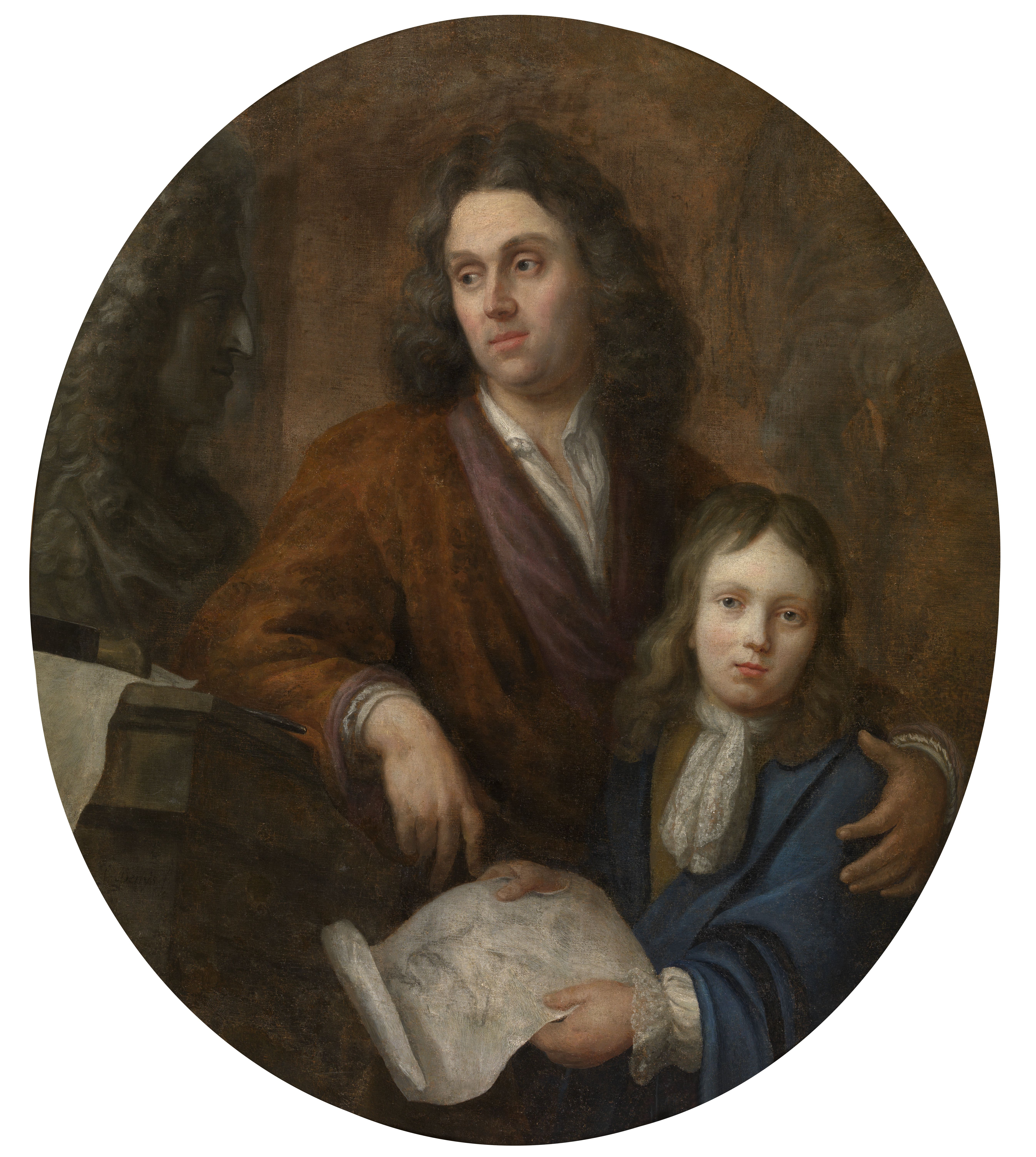
Portret van Willem Ignatius met zijn vader Willem Kerricx de Oude, door Jacob Denys.

Willem Ignatius Kerricx de Jonge (Antwerpen, 22 april 1682 - Antwerpen, 4 januari 1745) was een Vlaams architect, beeldhouwer, schilder en toneelschrijver. Hij was de zoon van Willem Kerricx.
Zijn voornaamste werken als architect zijn de prelaatsvleugel van de Abdij van Tongerlo (1725-1731) en het stadhuis van Diest (1726-1735).
Zijn toneelwerk bestaat voornamelijk uit kluchten.

## Galerij

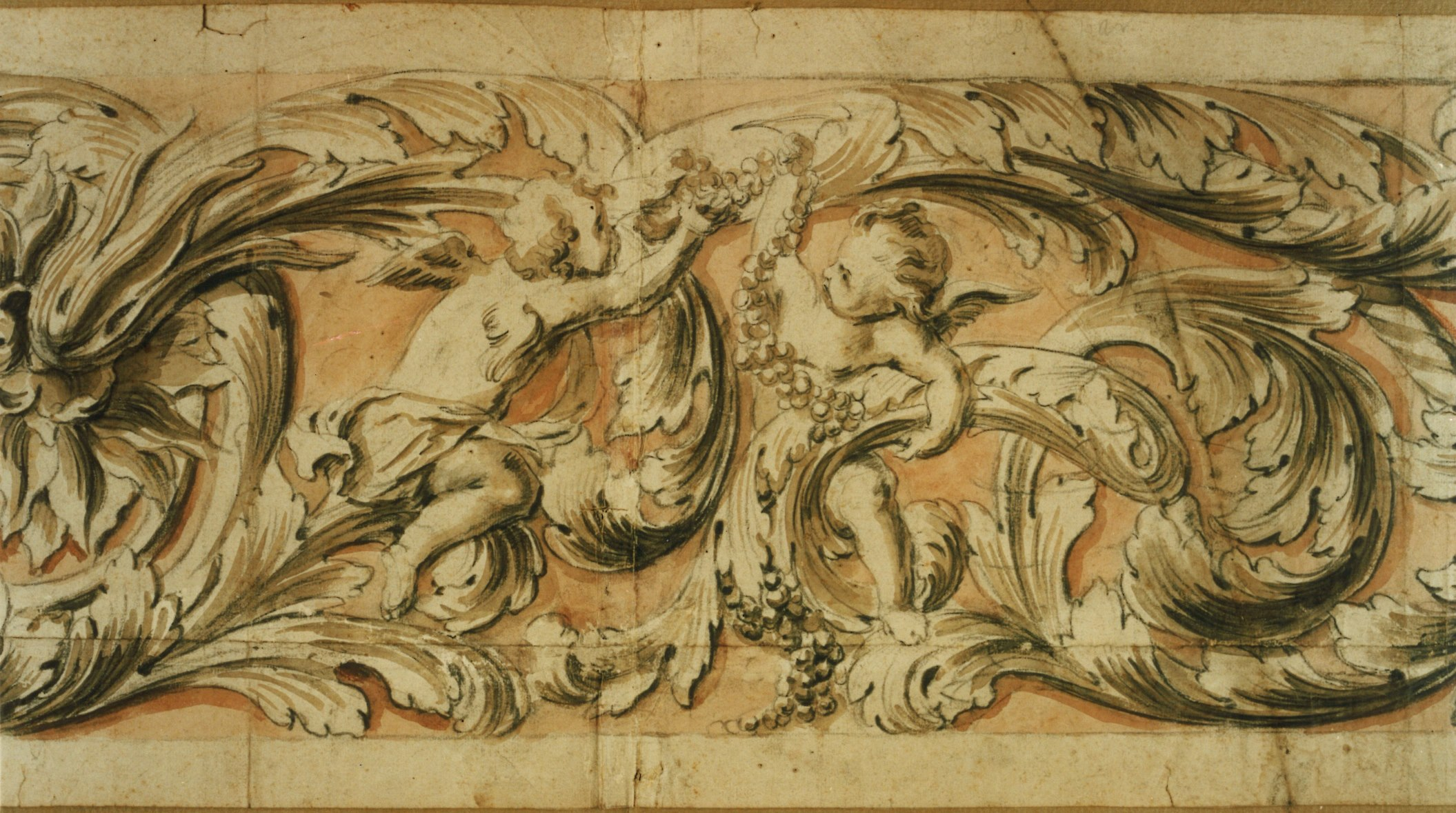
Willem Ignatius Kerricx, Rankenfries, Museum-Plantin Moretus (bruikleen Erfgoedfonds, Koning Boudewijnstichting)
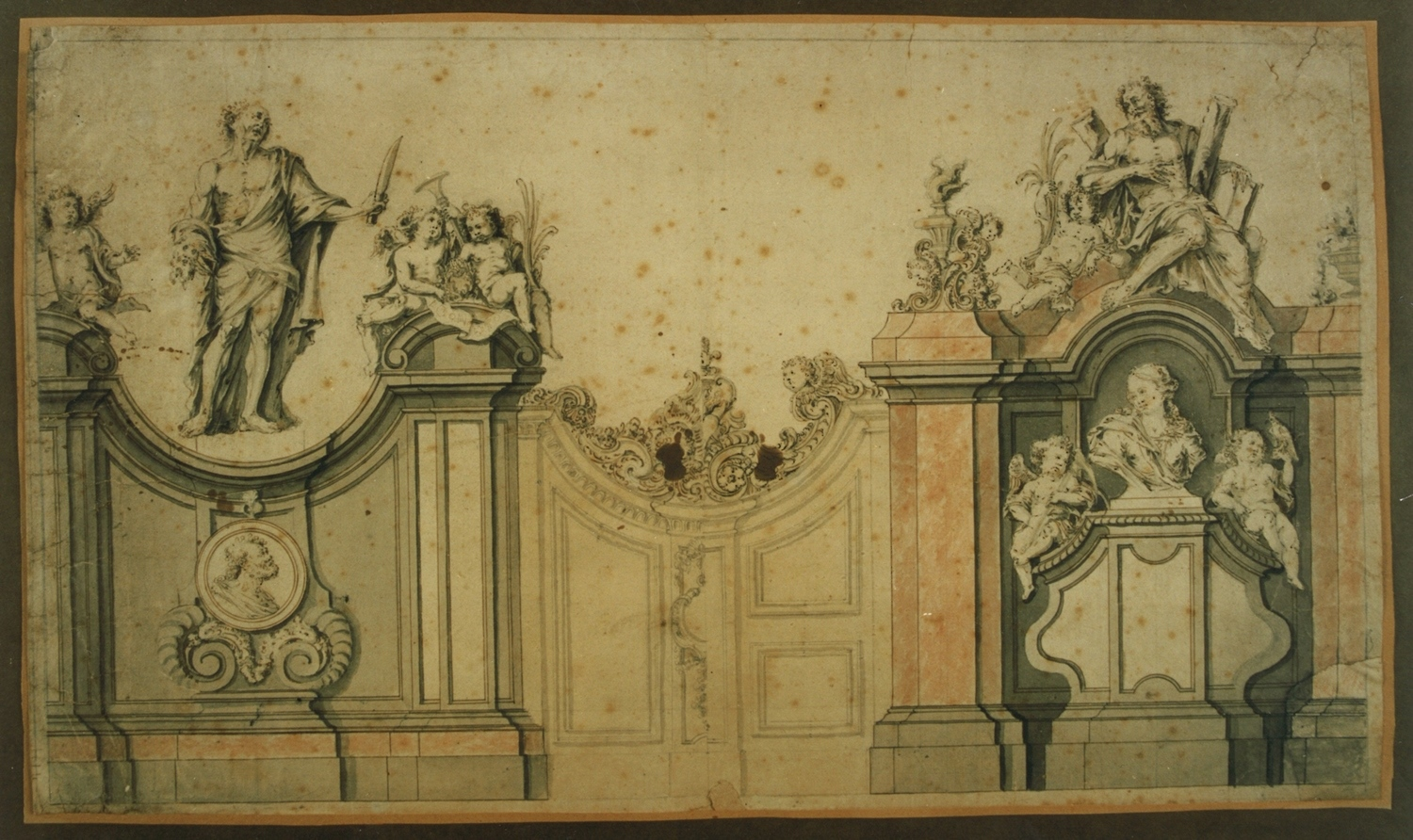
Willem Ignatius Kerricx, Ontwerp voor een tuin met beelden, Museum-Plantin Moretus (bruikleen Erfgoedfonds, Koning Boudewijnstichting)
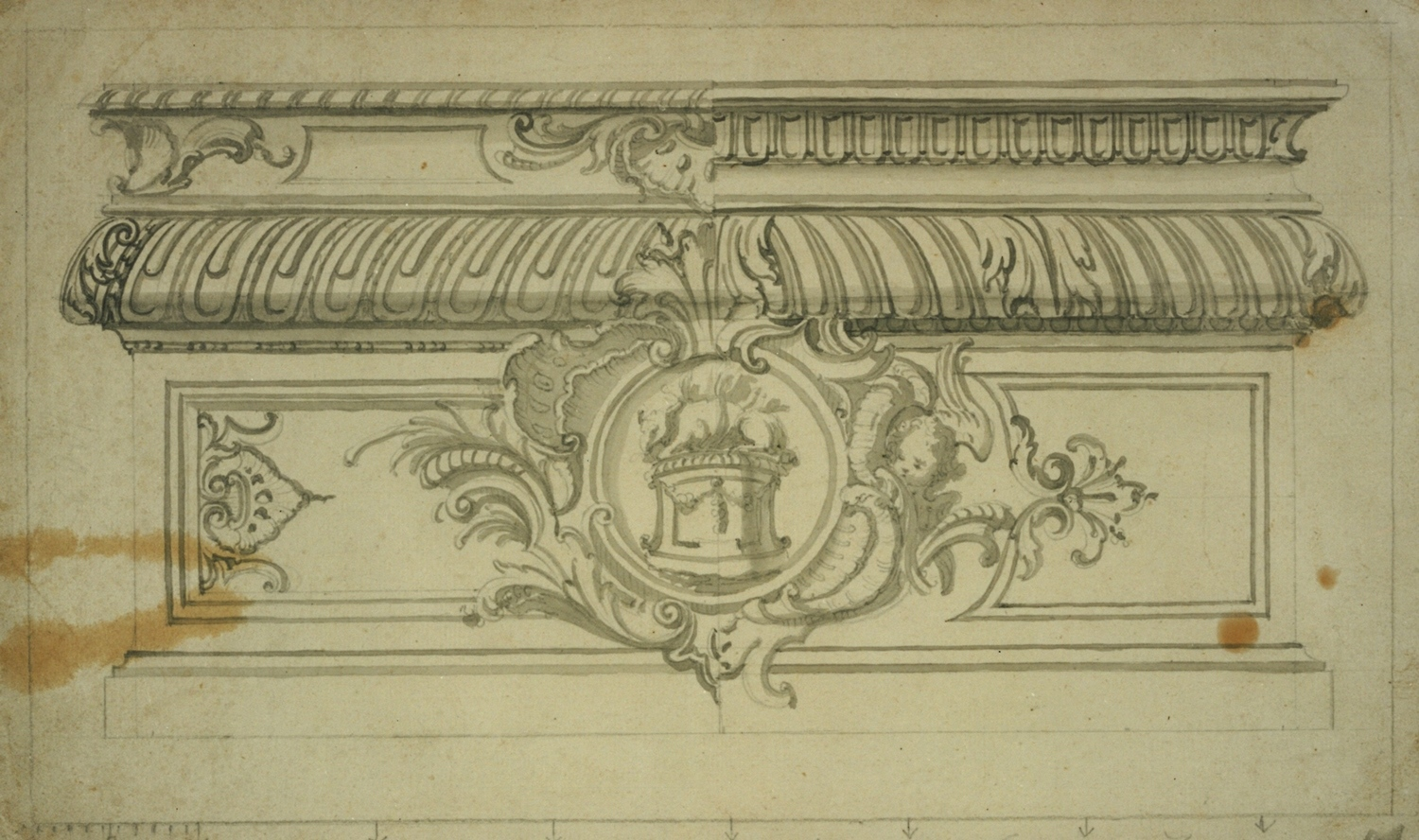
Willem Ignatius Kerricx, Ontwerp voor een altaartafel, Museum-Plantin Moretus (bruikleen Erfgoedfonds, Koning Boudewijnstichting)
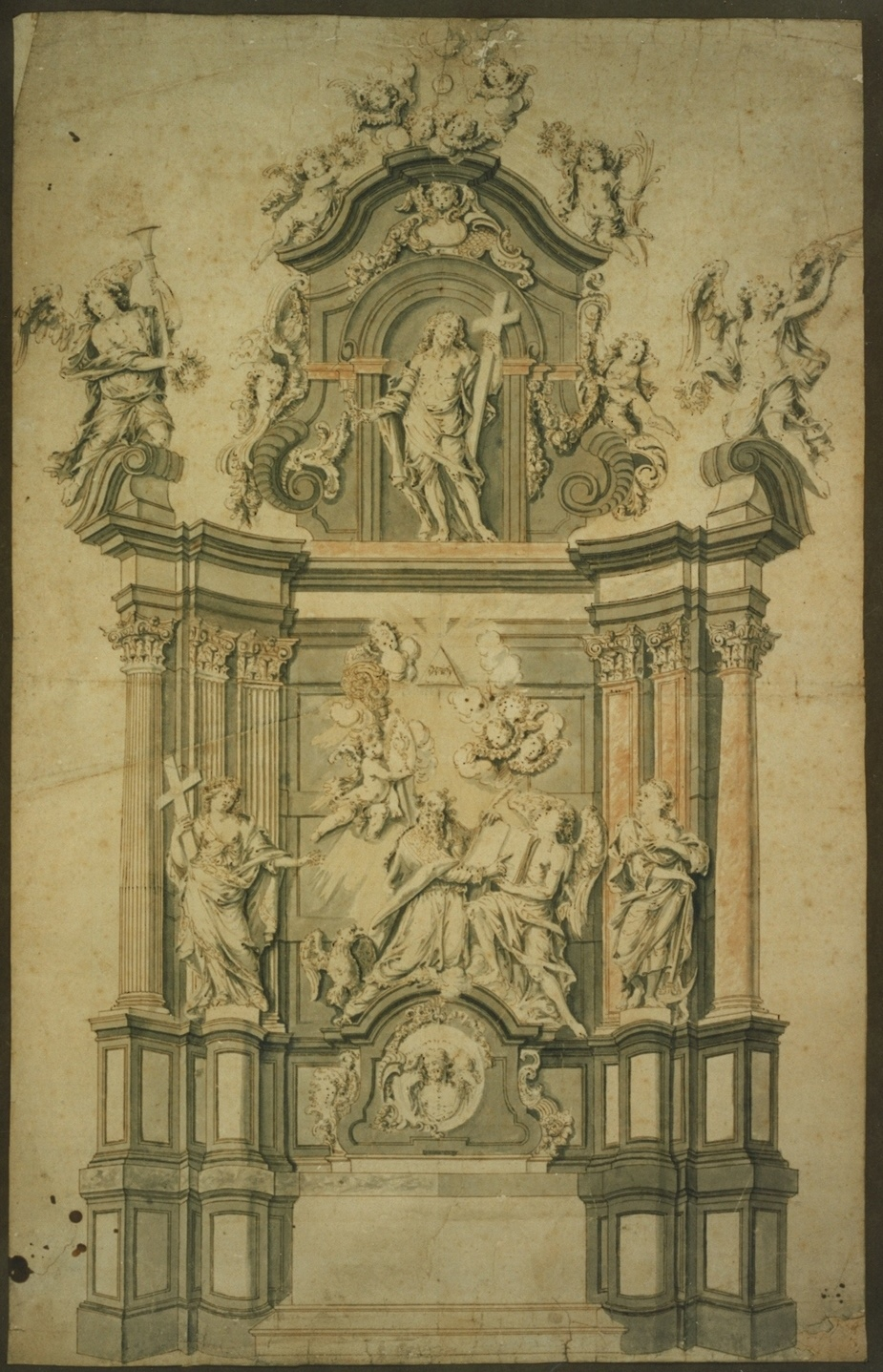
Willem Ignatius Kerricx, Ontwerp voor een Sint-Augustinusaltaar, Museum-Plantin Moretus (bruikleen Erfgoedfonds, Koning Boudewijnstichting)
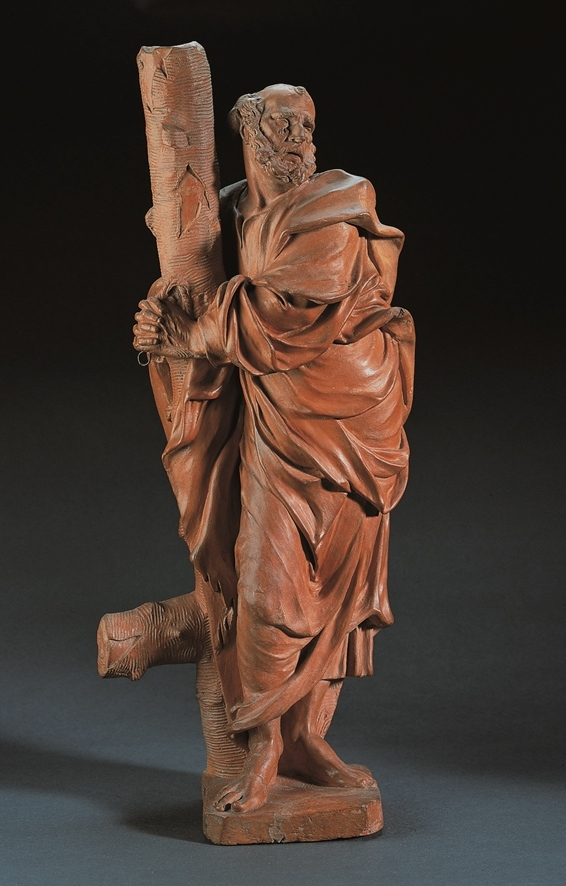
Willem Ignatius Kerricx, Ontwerp beeld H. Petrus, KMSKA (bruikleen Erfgoedfonds, Koning Boudewijnstichting)
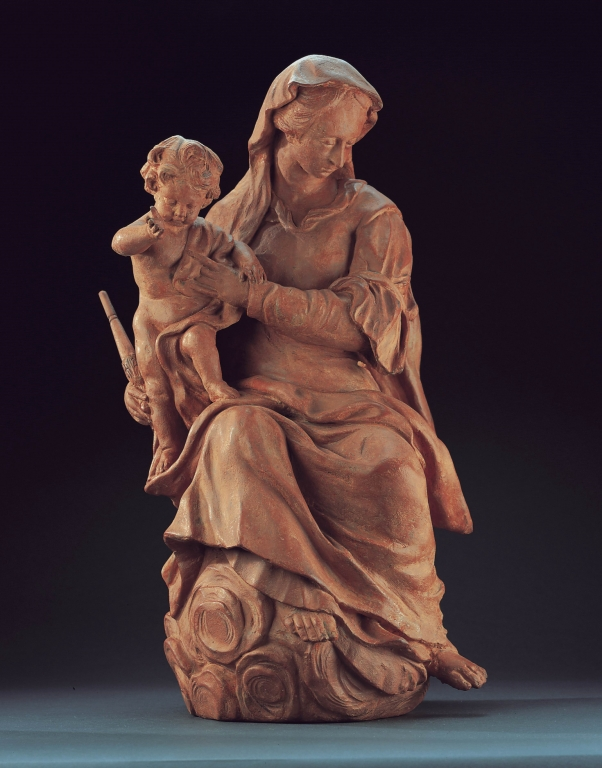
Willem Ignatius Kerricx, Ontwerp voor Madonna met Kind, KMSKA (bruikleen Erfgoedfonds, Koning Boudewijnstichting)

- Biografisch Portaal: 21393860
- Gemeinsame Normdatei: 122593596
- International Standard Name Identifier: 0000 0000 6683 8384
- RKD-Nederlands Instituut voor Kunstgeschiedenis: 130091
- Union List of Artist Names: 500119953
- Virtual International Authority File: 67352017
- WorldCat: E39PBJtMkqkrrrGRgBdhdQRtKd